# Wuhan World Trade Tower
Wuhan World Trade Tower (chiń. 武漢世界貿易大廈; pinyin Wǔhàn Shìjiè Màoyì Dàshà) – wieżowiec w Wuhanie, w Chińskiej Republike Ludowej, o wysokości 273 m. Budynek został otwarty w 1998, ma 60 kondygnacji.